# Jonathan Edward Caldwell
Jonathan Edward Caldwell (* 24. März 1883 in Hensall, Ontario/Kanada; † 8. November 1955) war ein kanadisch-US-amerikanischer Mechaniker, Landwirt und Unternehmer, der mehrere dubiose und nicht-funktionsfähige Luftfahrzeuge entwickelte.

## Leben
1910 wanderte Caldwell aus Kanada in die USA ein und belegte 1912/13 Kurse am Oregon State College. Anschließend arbeitete er als Farmer in Montana.
In den 1920er Jahren begann er als Autodidakt Studien in Aeronautik. 1935 gründete er in Washington, D.C. die Gray Goose Corporation   und entwickelte ein disc-roto-plane, das auf einem vorherigen Entwurf, dem cyclogiro, basierte. Caldwell warb zwei Mechaniker bzw. Ingenieure an, J. Owen Evans und Willard E. Driggers, die seine Entwürfe praktisch umsetzen sollten.
Das einsitzige Flugzeug wurde durch einen neunzylindrigen Motor und einen zweiblättrigen Rotor angetrieben. 1937 war das Fluggerät fertig gestellt. Der Probeflug wurde durch Driggers durchgeführt, der allerdings nie ein Flugzeug geflogen hatte. Als Flugfeld wurde eine verlassene Rennstrecke genutzt. Driggers gelang ein Start und erreichte eine Flughöhe von 12 Metern. Beim Versuch, die Steuerung zu betätigen, kam es aufgrund von mechanischen Schwierigkeiten nach einem Flug von 182 Metern zu einer harten Landung, bei der Driggers zwar unverletzt blieb, aber das Fahrgestell des Geräts schwer beschädigt wurde. Zwar wurde eine Ersatzkonstruktion anmontiert, doch wurde kein zweiter Probeflug unternommen.
Offenbar aufgrund der Fehlschläge und fehlender finanzieller Mittel zog Caldwell 1939 von Washington, DC nach Baltimore. Er löste die Gray Goose Corporation auf und gründete mit der Rotor Planes Inc. eine neue Firma. Er eröffnete eine Werkstatt in der Edmondson Avenue und stellte den Mechaniker John W. Ganz ein. In einer Tabakscheune in Glen Burie im Anne Arundel County, Maryland, konstruierten Caldwell und Ganz ein neues Fluggerät, das durch einen Automotor und zwei gegenläufige Rotoren angetrieben werden sollte. Ob dieses Gerät je geflogen ist, ist unbekannt. Um 1940 tauchte Caldwell mit seiner Familie unter; offensichtlich, weil die Maryland Securities Commission die Geschäftspraktiken Caldwells untersuchte.
Im August 1949 erregten Caldwells Fluggeräte, die zu diesem Zeitpunkt immer noch in der Tabakscheune in Glen Burie lagerten, kurzfristig internationale Aufmerksamkeit. Seinerzeit wurden die Überreste entdeckt und durch die Presse, insbesondere die in Baltimore ansässige Evening Sun (1910–1995) mit dem so genannten UFO-Phänomen in Zusammenhang gebracht. Die Geräte wiesen eine gewisse Ähnlichkeit mit einer Fliegenden Untertasse auf. Ein Wochenschaubericht über den Fund wurde auch in Großbritannien aufgeführt. Allerdings stellte die United States Air Force umgehend klar, dass es sich bei dem Fund um die Überreste von Caldwells Prototypen handelte, die nie geflogen waren.
Caldwell verstarb 1955, Einzelheiten sind nicht bekannt.